# Den oligodynamiske effekt
Den oligodynamiske effekt er den effekt at nogle metalioner dræber eller hæmmer væksten af mikroorganismer. Metaller, der udviser den oligodynamiske virkning, er blandt andet kviksølv, sølv, kobber, messing, bronze, tin, jern, bly og vismut.
Den stærkeste virkning findes hos kviksølv og sølv.
To studerende på DTU har i 2020 udviklet antiviralt værktøj til at åbne døre med og taste pinkoder på betalingsautomater og hæveautomater.

## Ekstern henvisning
- Studerende udvikler antiviralt værktøj - DTU Arkiveret 20. oktober 2020 hos  Wayback Machine